# Galocher
Galocher (fransk galoches) er overtrækssko af gummi eller plastik. De er beregnet til at trække over almindelige sko for at beskytte dem mod dårligt føre.
Galocher af træ eller læder er kendt siden senmiddelalderen. 